# Brombya smithii
Brombya smithii är en vinruteväxtart som beskrevs av Thomas Gordon Hartley. Brombya smithii ingår i släktet Brombya och familjen vinruteväxter. Inga underarter finns listade i Catalogue of Life.